# یواس‌اس جویت (دی‌دی-۳۹۶)
یواس‌اس جویت (دی‌دی-۳۹۶) (به انگلیسی: USS Jouett (DD-396)) یک کشتی بود که طول آن ۳۹۰ فوت ۱۱ اینچ (۱۱۹٫۱۵ متر) بود. این کشتی در سال ۱۹۳۸ ساخته شد.